# كالفين غروف
كالفين غروف (بالإنجليزية: Calvin Grove)‏ (5 أغسطس 1962 بكوتسفيل في الولايات المتحدة - ) هو ملاكم أمريكي، صنّف ضمن فئة وزن الريشة ‏.

## إحصائيات
خاض خلال مسيرته 59 نزالا، فاز في 49 ولم يتعادل وخسر في 10. فاز بالضربة القاضية في 18 نزالا.

## روابط خارجية
- كالفين غروف على موقع بوكس ريك (الإنجليزية) (registration required)